# TTL 7423

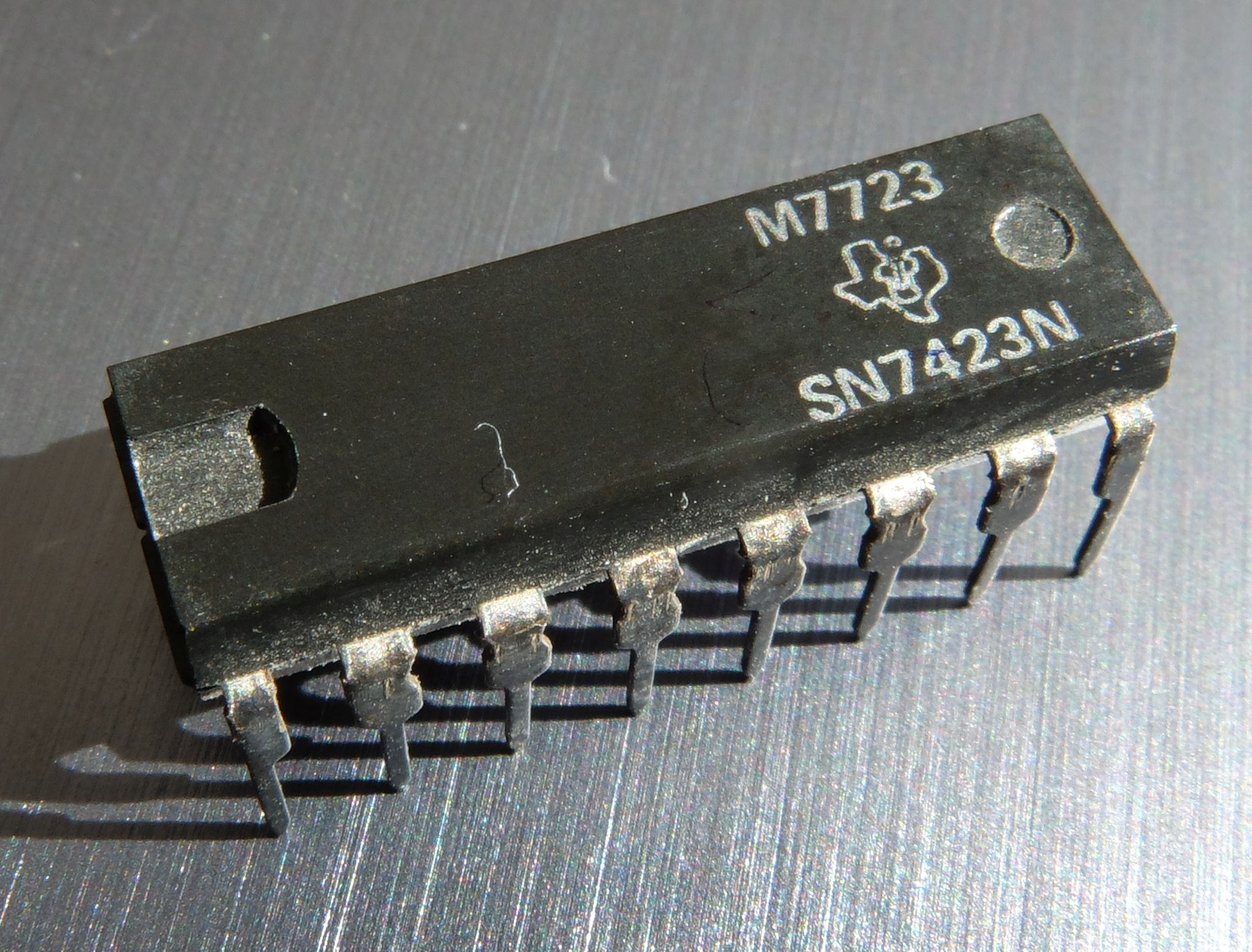
Circuito integrado 7423 da Texas Instruments

O circuito TTL 7423 é um dispositivo TTL encapsulado em um invólucro DIP de 16 pinos que contém duas portas NOR de quatro entradas com strobe expansíveis.
As portas apresentam funcionamento independente. Os coletores abertos necessitam de resistores pull-up para realizarem as operações lógicas de modo apropriado.

## Tabela-verdade
{\displaystyle /Y={\overline {G(ABCD}})}
| A (entrada) | B (entrada) | C (entrada) | D (entrada) | G (entrada) | /Y (saída) |
| ----------- | ----------- | ----------- | ----------- | ----------- | ---------- |
| H           | X           | X           | X           | H           | L          |
| X           | H           | X           | X           | H           | L          |
| X           | X           | H           | X           | H           | L          |
| X           | X           | H           | X           | H           | L          |
| X           | X           | X           | H           | H           | L          |
| L           | L           | L           | L           | X           | H          |
| X           | X           | X           | X           | L           | H          |

H (nível lógico alto)
L (nível lógico baixo)
X (irrelevante)